# Georg Nordensvan
Georg Gustaf Nordensvan (født 3. december 1855 i Stockholm, død 8. april 1932 sammesteds) var en svensk forfatter og kunsthistoriker, bror til Carl Otto Nordensvan.
Nordensvan blev student 1874, senere elev på Kunstakademiet, men var allerede da begyndt at skrive
romaner og noveller: Framtidsmän (1877), I kasernen (1878), I harnesk (1882), Figge (1885) og flere. I 1883 knyttedes han til redaktionen af "Ny illustrerad tidning", 1885 blev han redaktør af "Nornan" og skrev anmeldelser og kritikker i tidsskrifter og forskellige dagblade.
Grundigt studium har Nordensvan nedlagt i sine værker Gripsholm (1880), Gripsholm och dess konstskatter (1902), Svensk konst och svenska konstnärer i 19. århundradet (1892), De bildande konsternas historia under 19. århundradet (1899) samt hans største og betydeligste Allmän konsthistoria, I—II (1911—13).